# 傑林·威廉斯
傑林·迈克尔·威廉斯（英語：Jaylin Michael Williams，2002年6月29日—）為美國男子籃球運動員，現效力於NBA俄克拉何马城雷霆。

## 職業生涯
2022年6月23日，威廉斯在NBA选秀第二輪第34順位獲得俄克拉何马城雷霆青睞，成為NBA首位獲選的越南裔球員。7月19日，俄克拉何马城雷霆簽下威廉斯，合約為四年820萬美元。

## 個人生活
威廉斯的母親出生於越南共和国西貢（今胡志明市），1975年越南战争結束後移居美國。

## 外部連結
- 杰林·威廉姆斯在fiba.basketball（英语）
- 杰林·威廉姆斯在NBA官網（英语）
- 杰林·威廉姆斯在NBA G聯盟官網（英语）
- 杰林·威廉姆斯在Basketball-Reference.com（NBA）（英语）
- 杰林·威廉姆斯在Basketball-Reference.com（NBA G聯盟）（英语）
- 杰林·威廉姆斯在Sports-Reference.com（NCAA）（英语）
- 杰林·威廉姆斯在ESPN（NBA）（英语）
- 杰林·威廉姆斯在Eurobasket.com（球員）（英语）
- 杰林·威廉姆斯在Proballers（英语）
- 杰林·威廉姆斯在RealGM（英语）